# 京都府警あやかし課の事件簿
『京都府警あやかし課の事件簿』（きょうとふけいあやかしかのじけんぼ）は、天花寺さやかによる日本の小説シリーズ。2018年12月よりPHP文芸文庫（PHP研究所）から刊行。表紙イラストはショウイチ。エブリスタの「現代ファンタジー×神様」部門にて1位を獲得し、本作が書籍化される。天花寺のデビュー作であり、第7回京都本大賞作品。京都府を舞台としている。『COMIC BRIDGE』（KADOKAWA）にて栗原一実による漫画版が2021年11月5日より2022年8月12日まで連載。

## あらすじ
京都府警が擁する「人外特別警戒隊」、通称「あやかし課」。化け物から神様まで、あやかしが絡むあらゆる事件を人知れず解決するのが彼らの任務である。そんなあやかし課に入隊したばかりの新人女性隊員・大（まさる）。個性豊かなメンバーとともに仕事に励む。

## 主な登場人物

### 喫茶ちとせ
「喫茶ちとせ」とは八坂神社氏子区域事務所であり、表向きはその名の通り喫茶店である。
古賀大（こがまさる）
主人公。京都府警の「人外特別警戒隊」、通称「あやかし課」の新人女性隊員。大と言う名前だが、れっきとした女性である。「喫茶ちとせ」でウェイトレスもしている。イメージカラーは赤。刀を使って戦う。髪に付けている簪を外すと「まさる」に変身する。誕生日は4月1日。好きな食べ物は苺、ラズベリー、ブルーベリー。
まさる
大が変身した姿。姿は身長は180センチメートルくらいの美青年。猿並みの身体能力を誇る。
坂本塔太郎（さかもと とうたろう）
雷の力と優れた身体能力で戦うあやかし課のエース。大の先輩。イメージカラーは青。「喫茶ちとせ」でウェイターもしている。実家は揚物屋。英語が大の苦手でその事を周囲によく弄られている。誕生日は7月17日。好きな食べ物は肉料理、ご飯もの、麩まんじゅう、ホットケーキ。
深津勲義（ふかづ いさよし）
京都府警警部補。八坂神社氏子区域事務所の所長。イメージカラーは紫。誕生日は1月7日。霊力を込めた特殊な銃を使って戦う。好きな食べ物はブロッコリーと妻の手料理。
御宮玉木（みや たまき）
京都府警巡査部長で深津の部下。イメージカラーは桃色。山梨県出身。神社のお札を貼った扇子を使って結界などを作ることを得意とする。誕生日は9月26日。好きな食べ物はコーンスープ、雑炊、親子丼。
天堂竹男（てんどう ちくお）
「喫茶ちとせ」のオーナー兼店長で深津とは幼馴染。イメージカラーは茶色。戦いには向かないが、あやかしや霊力などの察知能力にかなり長けている。誕生日は3月13日。好きな食べ物は美味いもん。
山上琴子（やまがみ ことこ）
あやかし課の隊員で普段は「喫茶ちとせ」の厨房担当。イメージカラーは黄色。薙刀を使って戦う。誕生日は8月14日。好きな食べ物は杏仁豆腐、プチフォロのケーキ、肉まん。

### 変化庵
「変化庵」は伏見稲荷大社氏子区域事務所である。表向きは和装体験処である。
総代和樹（そうしろ かずき）
古賀大の同期。東京出身で京都に来て間もない。イメージカラーは黄緑。描いたものを実体化させる能力を持つ。誕生日は11月11日。好きな食べ物はオムライス、サンドイッチ、シチュー。
栗山圭祐（くりやま けいすけ）
京都府警巡査部長。総代の先輩。「あやかし課」に所属し、伏見稲荷大社氏子区域事務所である和装体験処「変化庵」に勤務。塔太郎とは高校時代からの親友。弓を使って戦う。誕生日は6月13日。好きな食べ物はお茶漬け、塔太郎の家の天丼、ラーメン。

### その他の関係者
猿ヶ辻（さるがつじ）
京都御所の鬼門を守る魔除けの力を持つ神猿。大に力を授け、その力を大が使いこなせるように、京都御苑で「まさる部」と称する修行を塔太郎と共に行い指導する。
俊光（しゅんこう）
命盛寺に従事する僧侶。塔太郎の事を罰当たりだと忌み嫌っている。
辰巳大明神（たつみだいみょうじん）
祇園、白川のほとりにある辰巳神社の御祭神。イタズラ好きで、人間の男性や狸に化けては大達をからかっている。「辰巳の旦那様」と呼ばれるが、本当の姿は誰にも分からない。

## 既刊一覧

### 小説
- 天花寺さやか（著）・ショウイチ（イラスト） 『京都府警あやかし課の事件簿』 PHP研究所、既刊9巻（2024年10月8日現在）
  - 『京都府警あやかし課の事件簿』2018年12月28日発売[4]、ISBN 978-4-569-76872-4
  - 『京都府警あやかし課の事件簿2 祇園祭の奇跡』2019年5月8日発売[5]、ISBN 978-4-569-76941-7
  - 『京都府警あやかし課の事件簿3 清水寺と弁慶の亡霊』2019年12月23日発売[6]、ISBN 978-4-569-76985-1
  - 『京都府警あやかし課の事件簿4 伏見のお山と狐火の幻影』2020年9月8日発売[7]、ISBN 978-4-569-90022-3
  - 『京都府警あやかし課の事件簿5 花舞う祇園と芸舞妓』2021年3月4日発売[8]、ISBN 978-4-569-90114-5
  - 『京都府警あやかし課の事件簿6 丹後王国と海の秘宝』2022年1月6日発売[9]、ISBN 978-4-569-90187-9
  - 『京都府警あやかし課の事件簿7 送り火の夜と幸せの魂』2022年9月9日発売[10]、ISBN 978-4-569-90242-5
  - 『京都府警あやかし課の事件簿8 東の都と西想う君』2023年8月7日発売[11]、ISBN 978-4-569-90335-4

- - 『京都府警あやかし課の事件簿9 龍王と女神の純愛歌』2024年10月8日発売[12]、ISBN 978-4-569-90433-7

### 漫画
- 天花寺さやか（原作）・ショウイチ（キャラクター原案）・栗原一実（作画） 『京都府警あやかし課の事件簿』 KADOKAWA〈BRIDGE COMICS〉、全2巻
  1. 2022年3月8日発売[13][14]、ISBN 978-4-04-681200-1
  2. 2022年10月7日発売[15]、ISBN 978-4-04-681862-1